# Haplochromis macconneli
Haplochromis macconneli là một loài cá thuộc họ Cichlidae. Nó là loài đặc hữu của Lake Turkana, miền bắc Kenya.